# Nikola Iločki
Nikola Iločki (mađ.: Újlaki Miklós; 1410. – 1477.), hrvatsko-mađarsko-bosanski velikaš, mačvanski ban (1430. – 1477.), vojvoda Transilvanije (1441. – 1458. i 1462. – 1465.), hrvatsko-slavonsko-dalmatinski ban (1472.) i titularni bosanski kralj (1471. – 1476.). Također, bio je doživotni knez Teočaka i ban Mačve. Iz hrvatske je plemenitaške obitelji Iločkih. 

## Životopis
Nikola Iločki je bio sin Ladislava Iločkog, mačvanskog bana i Ane Stiboriczi, kćeri Stibora, sedmogradskog vojvode. Otac mu je umro još dok je bio malo dijete. Nikola je imao četvoricu braće: Ivana, Stjepana, Petra i Pavla.
Kad je kralj Albert umro 1439., Nikola je poduprio njegovu udovicu Elizabetu Luksemburšku kad se borila da bi osigurala krunu sv. Stjepana za svog sina Ladislava V. Posmrtnog. Za nagradu ga je proglasila vitezom. Uskoro je stao na stranu Vladislava I. Jagelovića (kod Poljaka Vladislav III.) te ušao u savez s Jankom Hunjadijem. Kad je postao kraljem Ugarske, Vladislav je Nikoli i Hunjadiju dao velike ovlasti, postavivši ih položaj sedmogradskog vojvode obnašati zajedno.
Nikola Iločki bio je najpoznatiji gospodar grada Iloka, bogati, moćni i utjecajni hrvatsko-ugarski velikaš i pretendent na kraljevsku krunu, ban Hrvatske, Slavonije i Mačve, prior vranski, vojvoda sedmogradski, palatin ugarski, te kralj Bosne od 1471. do svoje smrti. 
Naslov bosanskog kralja za kojim je žudio dobio je 1471. od Matije Korvina. Uz banovine Hrvatsku i Slavoniju, kao i ključ svih gradova vranskog priorata; umro je kao bosanski 'kralj u izgnanstvu' u Hrvatskoj 1477. godine prije oslobođenja Bosne od osmanske vladavine i bez nasljednika; "protukralj Bosne" nakon kojega umire i ideja o Bosanskom kraljevstvu.
Za njegove vladavine Ilok je proživljavao svoje "zlatno doba", a gradska je jezgra utvrđena zidinama koje su velikim dijelom očuvane i danas. Nikola je također obnovio i nadogradio franjevački samostan i crkvu sv. Petra iz 14. stoljeća, koja je kasnije posvećena sv. Ivanu Kapistranu. Imao je ugled velikog junaka i proslavio se u službi četiri kralja: Albrechta (Alberta) Austrijskog, Vladislava I. Varnenčika Jagelovića, Ladislava "posmrtnog" (posthumusa) i Matijaša Korvina.         
Naslijedio ga je sin Lovro (1459. – 1524.), posljednji izdanak obitelji. Jedan od pradjedova Nikole Iločkog bio je Nikola Kont, vlasnik orahovičkog vlastelinstva i praotac velikaške loze Iločkih, koji je obnašao visoku dužnost palatina na kraljevskom dvoru.
Kao i svaki drugi velikaš i kralj, tako je i Nikola Iločki kovao svoj vlastiti novac, i to upravo u Iloku, u sklopu srednjovjekovnog grada. Novac je vrijedan i zanimljiv i po tome što se na njemu pojavljuju neki od najstarijih tragova i elemenata današnjeg hrvatskog grba – crveno-bijelih polja.

## Vanjske povezice
| Prethodnik:     | Bosanski kralj 1471. – 1477. | Nasljednik:  |
| Matija Vojsalić | Bosanski kralj 1471. – 1477. | Lovro Iločki |

| Prethodnik:     | Hrvatsko-slavonsko-dalmatinski ban 1472. | Nasljednik:   |
| Blaž Podmanicki | Hrvatsko-slavonsko-dalmatinski ban 1472. | Damjan Horvat |